# 貝格費爾德湖
48°10′42″N 11°47′34″E / 48.178446°N 11.792683°E

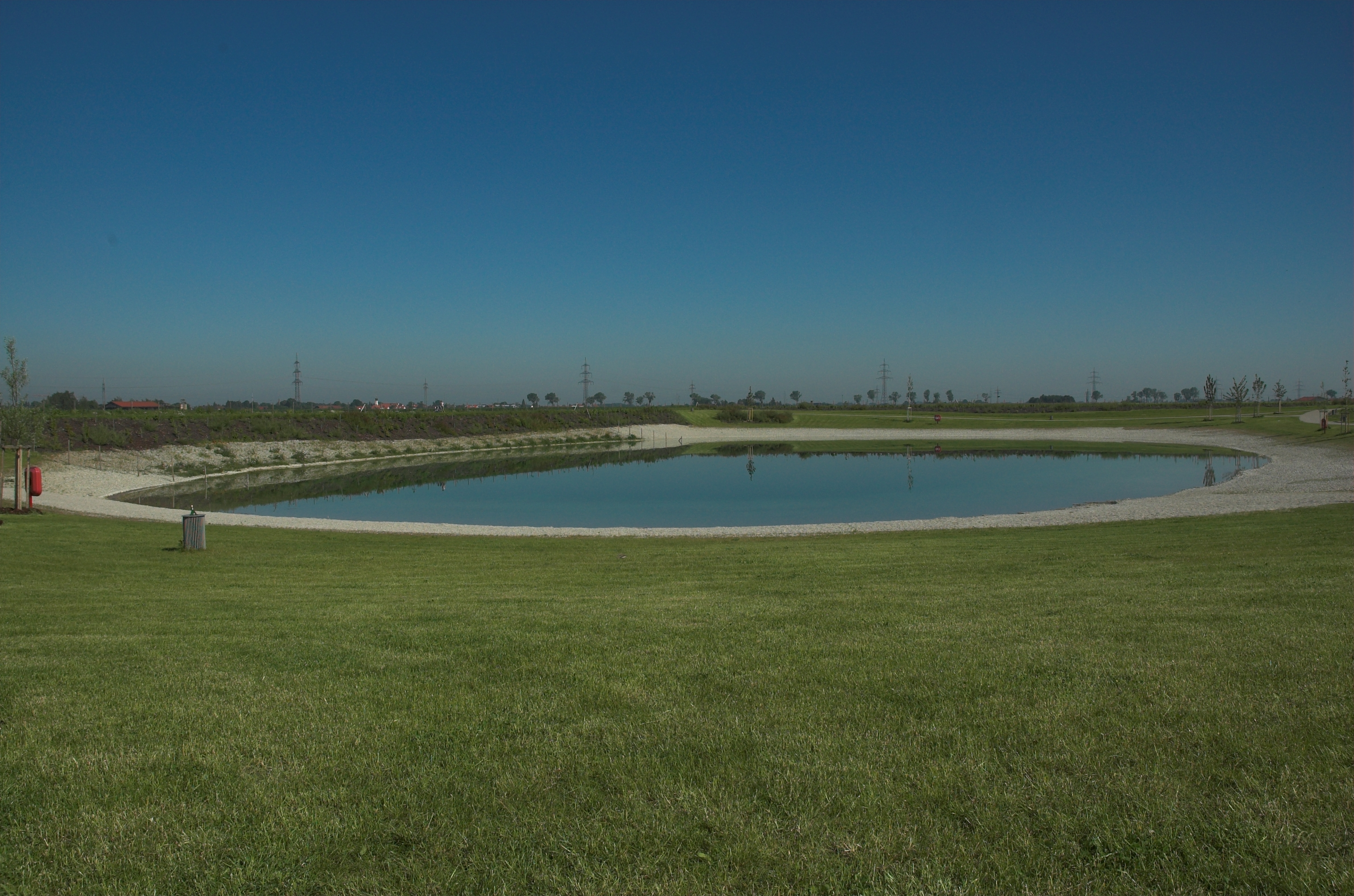

貝格費爾德湖（德語：Bergfeldsee），是德國的湖泊，位於該國東南部，由巴伐利亞州負責管轄，處於波英境內，落成於2005年7月30日，面積0.01平方公里，最大水深13米。